# ドーリア式

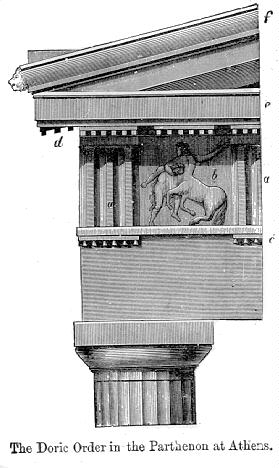
ドーリア式の柱（パルテノン神殿）

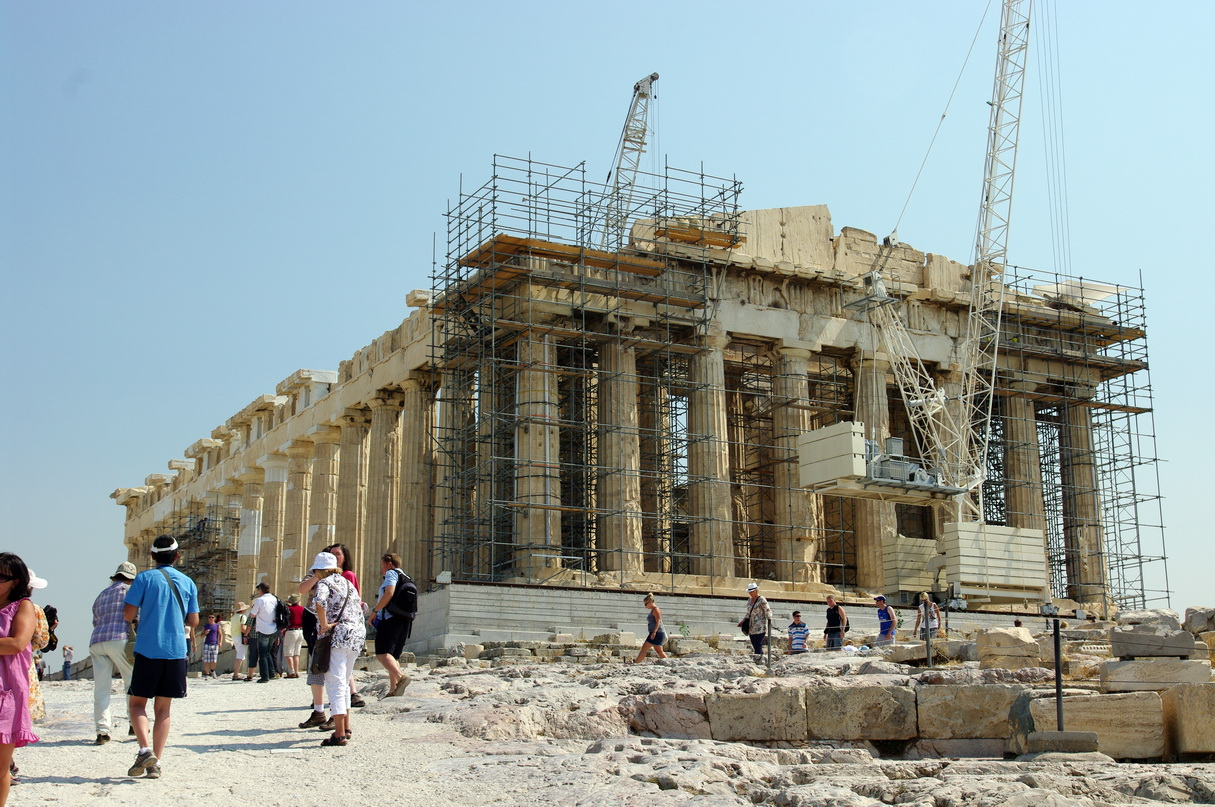
パルテノン神殿

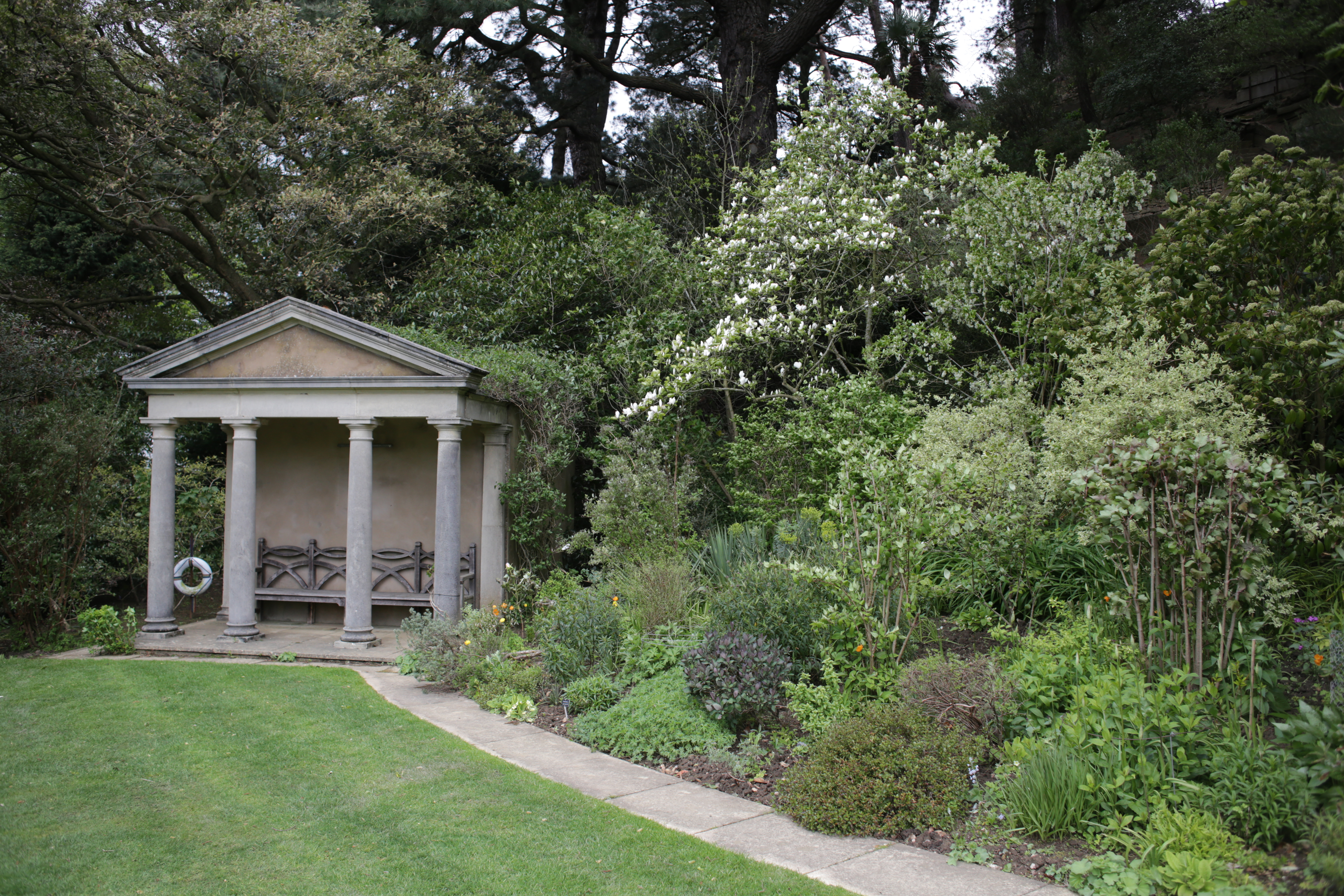
イングランド中南部、キフツゲート・コード・ガーデンで撮影

ドーリア式（ドーリアしき）は、古代ギリシア建築における建築様式（オーダー）のひとつで、柱の上部のキャピタル（柱頭飾）が鏡餅状の物を指す。紀元前11世紀～6世紀、ドリス人がギリシャ北部から侵入し、イオニア人を追い出した後、ギリシャ神殿様式の基本となった柱のオーダーのこと。ドリス式、ドリス様式とも呼ばれる。ドリス（ギリシャ、トスカナ）は男性の体を象徴する。
ギリシア建築の寸法のルールに「モデュール」がある。柱の底の直径を一モデュールとし、その倍数（小さいところは分数）ですべての寸法を決める。簡潔なドリス式（ドーリア式、ドリス様式）の柱の長さは４～６倍である。
他に、イオニア式、コリント式がある。

## 概要
三様式のうち最も古い時代の、紀元前6～5世紀に用いられた様式。柱は太くてエンタシスが強く、簡素な四角形の柱頭があるが、柱台はない。柱頭に鉢形装飾や柱基を持たずしばしば「荘重」と表現される。
祖型となった木造建築の様式をよくとどめているとされ、例えば、トリグリフは木造建築の梁の木口がそのまま残ったものである。後の古代ローマや古典主義の建築でも用いられた。

## 代表的建造物
- 日本
  - 講談社
  - 法務省
  - 日本水準原点標庫
  - 博物館動物園駅
  - カトリック築地教会
  - 国立科学博物館
  - カラコロ工房
  - 日本工業倶楽部

- ギリシア
  - パルテノン神殿
  - ヘーパイストス神殿
- アメリカ
  - リンカーン記念堂
- イタリア
  - サン・ピエトロ広場